# Hepple
Hepple – wieś w Anglii, w hrabstwie Northumberland. Leży 45 km na północny zachód od miasta Newcastle upon Tyne i 438 km na północ od Londynu.